# Pseudione panopei
Pseudione panopei là một loài chân đều trong họ Bopyridae. Loài này được Pearse miêu tả khoa học năm 1947.